# Мясников, Николай Александрович
Никола́й Алекса́ндрович Мяснико́в (1897—1972) — советский спортсмен, победитель первой спартакиады СССР (1928 год), первый чемпион СССР (1936 год) по парусному спорту, старший тренер сборной СССР на XV Олимпийских Играх в Хельсинки, заслуженный мастер спорта СССР (1946 год). Отличник физической культуры (1950).

## Биография
Николай Мясников был разносторонним спортсменом, победил во многих соревнованиях по гребле, лёгкой атлетике, конькам, фехтованию, боксу, являлся сильнейшим десятиборцем Самары.
Парусным спортом увлекся в 16 лет, начав с постройки своего первого парусного швертбота «Тяп-ляп». В начале 1917 года победил в чемпионате Поволжья в лыжной гонке на 20 км и в эстафете. Прошел обучение на летчика-наблюдателя в Гатчине в «Социалистической авиашколе рабоче-крестьянского красного воздушного флота» весной 1918 года. На фронте Гражданской войны в 1918 году получил серьёзное ранение ноги в кавалерийской атаке под Воронежем. С 1920 года полностью посвятил себя парусному спорту.
В 1928 году стал победителем I Всесоюзной спартакиады в Ленинграде, в 1936 году — первым чемпионом Советского Союза по парусному спорту в классе «М-20».
С 1946 года руководил Куйбышевским городским яхт-клубом. В мастерской при клубе были построены сотни судов: гребных, моторных, парусных. Построенные по его чертежам и под его руководством яхты «Р-2», «Р-3», «Ерши» неоднократно выигрывали первенство РСФСР и Поволжские регаты. На них учились побеждать многие спортсмены всей страны, считая их лучшими яхтами национальных классов.
23 июля 1946 г. Николаю Александровичу первому из самарцев было присвоено звание Заслуженный мастер спорта СССР (удостоверение № 381, см. Список заслуженных мастеров спорта СССР (парусный спорт)). В 1954 году стал судьей всесоюзной категории.
В 1952 году Мясникову Н. А. была доверена должность старшего тренера сборной СССР на XV Олимпийских Играх в Хельсинки.
Николай Александрович пользовался огромным авторитетом во всём Советском Союзе. В 1951 году при яхт-клубе открыл собственную спортивную парусную школу в которой воспитал большое количество спортсменов, среди которых мастера спорта СССР В. Ларешин, Б. Мясников, М. Кольцов, победители и призёры Поволжских регат, Республиканских и Всесоюзных соревнований Е. Мамонова, В. Серебрякова, В. Сидоров, В. Жданов, О. Сергин, В. Ковалёв, И. Першиков, Г. Мясников и многие другие.

## Память
Учитывая заслуги Н. А. Мясникова в развитии парусного спорта, Куйбышевский комитет спорта и федерация парусного спорта постановили проводить с 1974 года в Самаре соревнования памяти этого выдающегося спортсмена. Они носят название «Мемориал Заслуженного мастера спорта СССР Николая Александровича Мясникова», в них принимают участие спортсмены всех возрастов. В начале 80-х соревнования стали Всесоюзными.

## Семья
- Сыновья Николая Александровича — близнецы, известные в прошлом яхтсмены Борис и Глеб Мясниковы[1][9].